# Szonnó dzsói

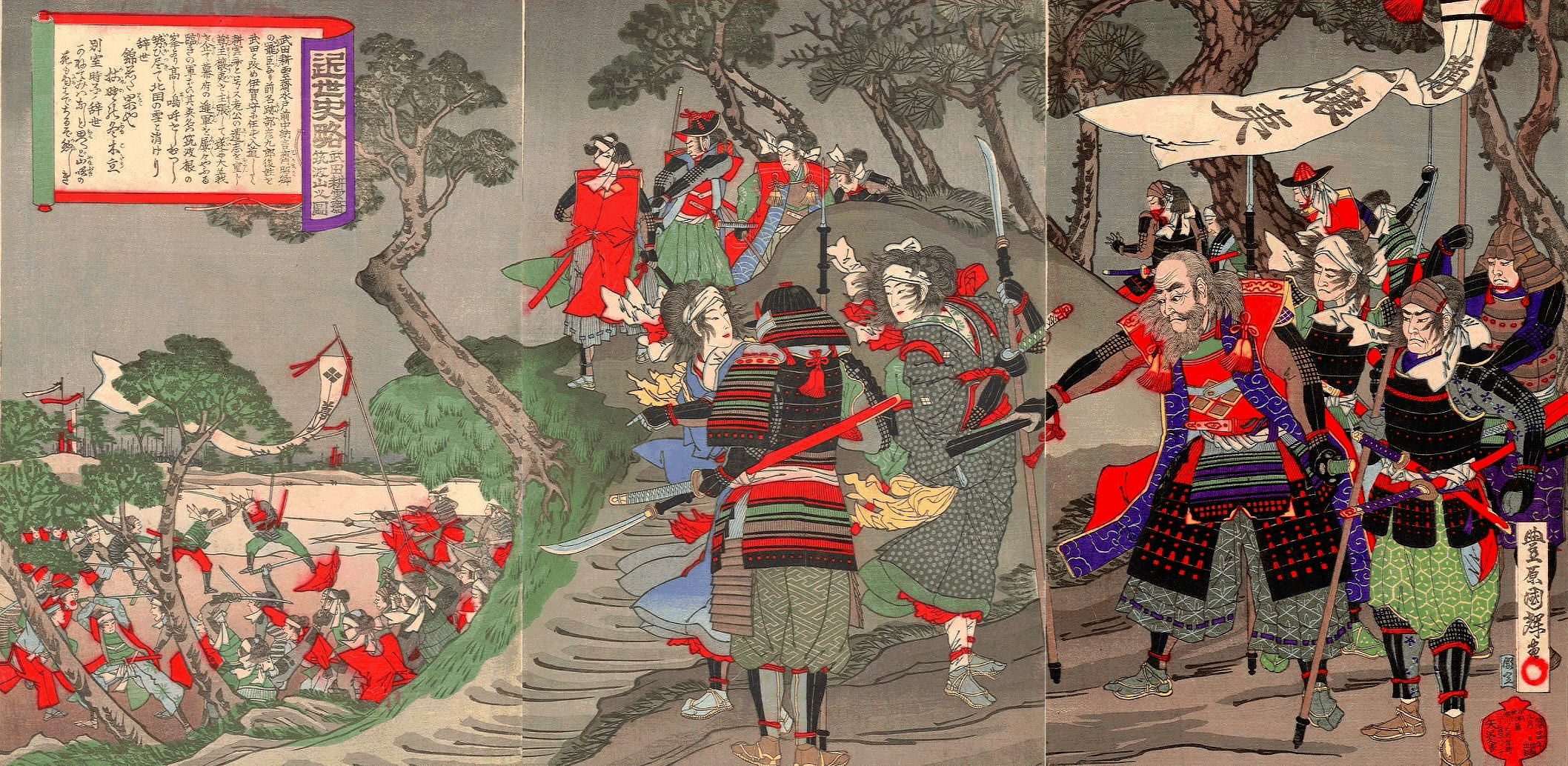
Szamurájok a szonnó dzsói feliratú zászlóval a Mito-lázadás idején (1864. június 17. Cukuba, Ibaraki prefektúra)

A szonnó dzsói (japánul: 尊皇攘夷 vagy 尊王攘夷, Hepburn-átírással: Sonnō jōi) neokonfuciánus japán politikafilozófia. Jelentése: Hódoljatok be a császárnak, és űzzétek ki a barbárokat vagy Tiszteljétek a császárt, és űzzétek ki a barbárokat. A 19. század második felében, amikor Japán a modern állammá válás útjára lépett, a szonnó dzsói lett annak a társadalmi mozgalomnak a jelszava, ami a Tokugava-sógunátus megdöntését tűzte ki célul.

## Eredete
A tavasz és ősz korszakában Csi állam hercege Csi Huán Kung ezzel a mottóval (szonnó) próbálta rávenni a feudális államokat, hogy hódoljanak be a Csou-dinasztiának. Csou Hszüangvang császár Csi Huan Kungot az Öt hegemon közé emelte. A szlogen akkor még nem hordozott mélyebb politikai tartalmat.
Jamazaki Anszai és Jamaga Szokó neokunfuciánus tudósok a japán császári ház sérthetetlenségéről, érinthetetlenségéről értekeztek műveikben, valamint arról, hogy magasabb rangú más országok uralkodó házainál. Jamazaki és Jamaga gondolatait Motoori Norinaga és Takenoucsi Sikibu, a kokugaku vezetői a tennó iránti abszolút engedelmesség elvévé tették (尊皇論, szonnóron), s ami magában foglalta azt is, hogy a Tokugava-bakufu iránt kevésbé kell lojálisnak lenni.
Aizava Szeisiszai az 1825-ben megjelent polemikus írásában, a Sinronban (Új tézisek) népszerűsítette a szonnó dzsóit. Aizava számára a szonnó a császár tiszteletét jelentette a Tokugava-bakafun keresztül, a dzsói a barbárok (nyugati államok) kulturális, és főleg keresztény befolyásának megállítását. Az Aizava tanításán alapuló nacionalista mozgalom az 1830-as években jött létre a Mito hanban Tokugava Nariaki daimjó idején.

## A nacionalista mozgalom a Tokugava-bakufu utolsó éveiben

Namamugi-incidens: Charles Lennox Richardson brit kereskedő meggyilkolása

A kanagavai egyezménnyel véget ért japán izolációja. A szamurájok többsége a nyitási kényszert a haza megalázásának érezte. Egymástól függetlenül ellenálló csoportok alakultak Mitóban, Csósún, Szacumában, Toszában, és jelszavuk a szonnó dzsói lett. Tagjaikat sisi-nek, aktivistának nevezték. A császári udvar ajánlása ellenére a sógunátus alig tanúsított ellenállást az idegenekkel (amerikaiak) szemben, s ez Josida Sóinnak és a bakufu-elleni mozgalom vezetőinek bizonyság volt arra, hogy a sógunátus helyére új kormány kell, hogy a császár akaratát teljesíteni tudja.

## A mozgalom radikalizálódása és a kormány elnyomó intézkedései
1858. július 29-én aláírták az egyenlőtlen Harris-szerződést (Amerikai–japán barátsági és kereskedelmi szerződés). A mozgalom ekkor radikalizálódott. Josida Sóin, aki a fegyveres megoldást mindig elvetette, a sógunátus erőszakos megdöntése és a császári hatalom visszaállítása mellett döntött. A szamurájok merényleteket követtek el a bakufu fontos tisztségviselői és külföldi polgárok ellen. A négy leghíresebb merénylő (hitokiri) (Bakumacu merénylői: 幕末四大人斬り, Bakumatsu Shidai Hitokiri) nevét a japán történetírás megőrizte: Kavakami Genszai, Kirino Tisiaki, Tanak Simbé és Okada Izó. Itó Hirobumi és Jamagata Aritomo későbbi miniszterelnökök is részt vettek merényletkísérletekben.
A sógunátus keményen lecsapott a hűtlen szamurájokra. Ii Naoszuke daimjó és tairó (régens) javaslatára 1858 és 1860 között politikai üldözés kezdődött (Anszei évek tisztogatása), több mint százan estek áldozatul, többek között Josida Sóin is. Ii Naoszukét 1860. március 24-én meggyilkolták, a letartóztatásokat leállították.

## A lázadó szamurájokidegengyűlölete

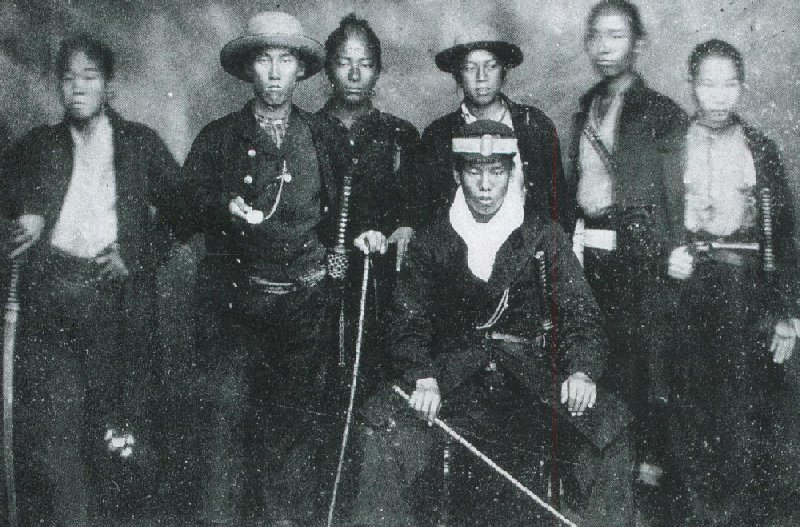
Kiheitai (önkéntes milícia)

A lázadó hanok felderítő utakra küldtek szamurájokat Kínába és nyugati államokba. Takaszugi Sinszaku ezt írta Naplójába (Kókai nicsiroku) 1862 májusában Sanghajban: „[Sanghajban] a legtöbb kínai külföldinek szolgál. A város hivatalosan Kína fennhatósága alá tartozik, de valójában angol és francia gyarmat lett… ellátogattam az angol misszióba. Orvosok gyógyítják ott a betegeket, majd megtérítik, megkeresztelik őket. Japánban is fel kell készülnünk ilyen dolgokra…”
A kereskedelmi szerződések nyomán európai kereskedelmi lerakatok nyíltak egymás után. A szamurájok a küszöbön álló gyarmatosítástól féltek. Maki Jaszuomi 1861-ben ezt írta feleségének: „Az idegenek […] Oszakában, Szakaiban és Hjógo prefektúrában létesítendő erődítmények építésére kértek engedélyt a kormánytól. Ha ez bekövetkezik, Japánt két részre osztják […] és a császári udvart lábbal fogják tiporni […] Ha az ország idegenek uralma alá kerül, nem lesz már miért élni, és csak a halál marad az egyetlen kiút nekem és családomnak.”
A gyarmatosítástól való félelem olyan mértékű xenofóbiát váltott ki, hogy Simazu Hiszamicu szacumai daimjó megölte Charles Lennox Richardson brit kereskedőt (Namamugi-incidens).

## A császár beavatkozása

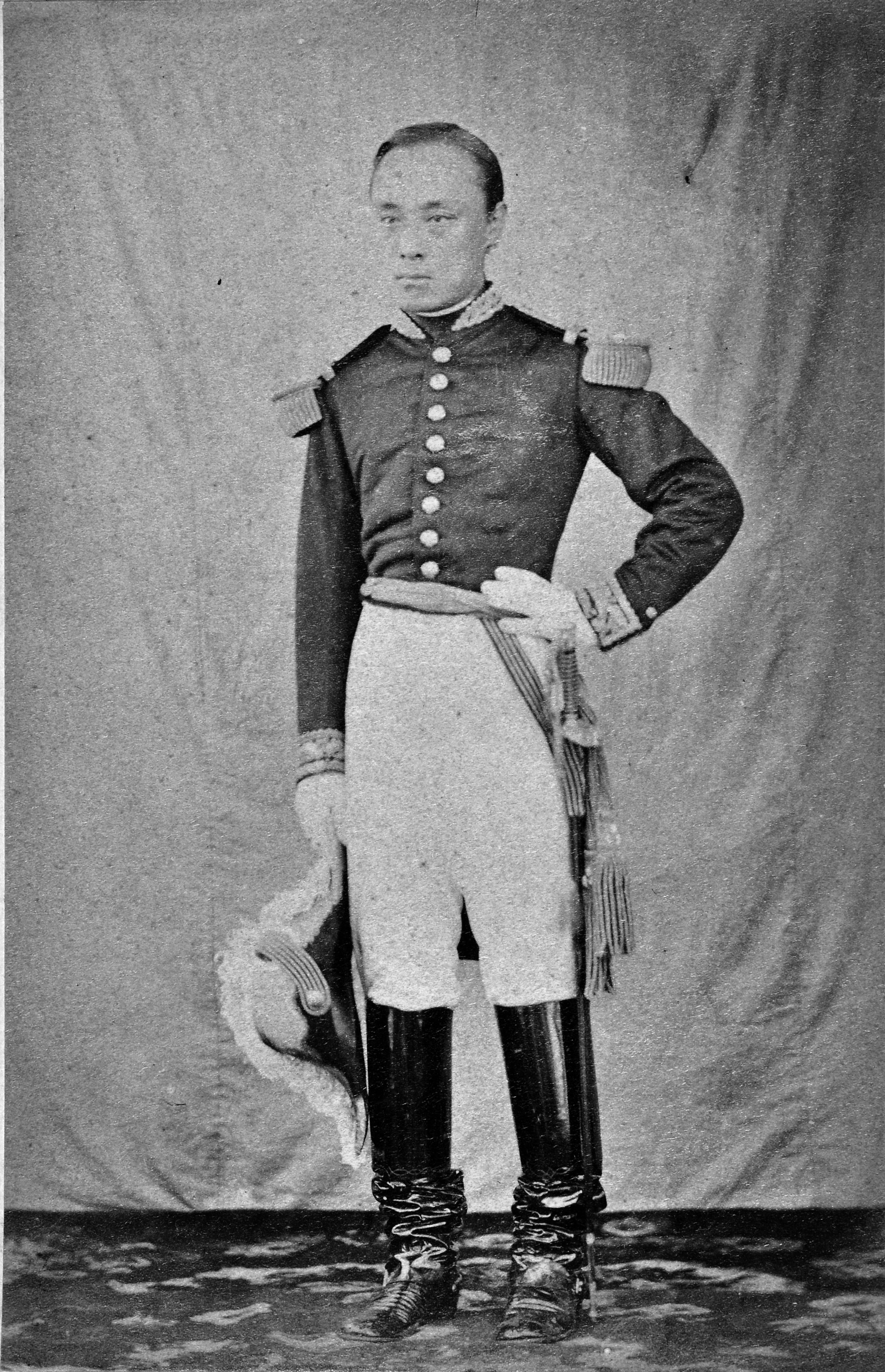
Tokugava Josinobu francia katonai egyenruhában (1867)

A kiotói császári udvar rokonszenvezett a lázadó szamurájokkal. Kómei császár személyesen támogatta mozgalmukat, szakított azzal a hagyománnyal, hogy az uralkodó nem vesz részt aktívan az államügyekben. 1863 márciusában elrendelte a barbárok kiűzését (攘夷勅命, dzsói csokumei). A kormány nem vette tudomásul a császári parancsot, a lázadó szamurájok azonban külföldi hajókra lőttek Simonoszekiben. Kormánytisztviselők és külföldiek ellen követtek el merényleteket, ezért a kormány felállította a sinszengumit, a szamuráj milíciát. A nyugati államok kártérítési követeléssel, Kagosima és Simonoszeki ágyúzásával válaszoltak. 1864-ben a Mito birtokon nyílt felkelés robbant ki a bakufu ellen, a kormánycsapatok 1865 januárjában leverték. A csósúi szamurájok kiotói hamaguri felkelésére a bakufu büntetőhadjárattal válaszolt, Csósút meghódoltatta.

## AMeidzsi-restaurációelőkészítése
A lázadók katonai ereje nem volt elegendő a bakufu megdöntéséhez, ezért a szamurájok politikát változtattak. A xenofóbiát félretették, és 1864-től a szonnó dzsói a kormány megbuktatásának jelszava lett. Szacuma, Csúsú és Tosza felvette a kapcsolatot Angliával, modern fegyvereket vásároltak, és nyugati mintájú, ütőképes milíciát hoztak létre. A hagyományos japán katonai hierarchiát eltörölték, először kaptak jogot fegyverviseléshez a nemesi ranggal nem rendelkezők. A leghíresebb önkéntes milíciát (kiheitai) Takaszugi Sinszaku állította fel Csúsúban. 1866-ban győzelmet arattak a megtorló kormánycsapatok felett.
Szakomoto Rjóma megszervezte, hogy Szacuma, Csósú és Tosza tartós szövetségre lépjen a bakufu ellen az új sógun, Tokugava Josinobu hatalomra kerülésekor. A francia kormány nevében Jules Chanoine katonai missziót vezetett Japánba, hogy segítséget nyújtson a kormánynak, de a sógunátus csak a bosin-háború kitöréséig tudott hatalmon maradni.
Kómei császárt Ivakura Tomomi megmérgezte, mert pozitívan fogadta a kormány közeledését. A trónt Meidzsi császár foglalta el, és rendíthetetlenül támogatta a szonnó dzsói mozgalmat.

## A Meidzsi-restaurációt követő évek
A császári hatalom visszaállítása után a szonnó dzsói eltűnt a köztudatból, helyére új jelszó került: fukoku kjóhei (富国強兵, gazdag ország, erős hadsereg). Japán imperialista terjeszkedési politikája a Rjúkjú-szigetek elfoglalásával vette kezdetét 1879-ben. Később a vakon jószai (和魂洋才, japán értelem és nyugati technika) lett a vezérszava Japán fergeteges iramú iparosodásának.

## Fordítás
- Ez a szócikk részben vagy egészben  a   Sonnō jōi című német Wikipédia-szócikk ezen változatának fordításán alapul.  Az eredeti cikk szerkesztőit annak laptörténete sorolja fel. Ez a jelzés csupán a megfogalmazás eredetét és a szerzői jogokat jelzi, nem szolgál a cikkben szereplő információk forrásmegjelöléseként.